# Ralph Hunter Daughton

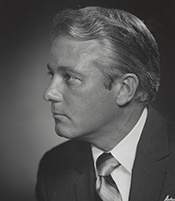
Ralph Hunter Daughton, vor 1947

Ralph Hunter Daughton (* 23. September 1885 in Washington, D.C.; † 22. Dezember 1958 in Norfolk, Virginia) war ein US-amerikanischer Politiker. Zwischen 1944 und 1947 vertrat er den Bundesstaat Virginia im US-Repräsentantenhaus.

## Werdegang
Ralph Daughton besuchte sowohl öffentliche als auch private Schulen in Washington sowie im Prince George County in Maryland. Nach einem anschließenden Jurastudium an der National University in Washington und seiner 1907 erfolgten Zulassung als Rechtsanwalt begann er in der Bundeshauptstadt in diesem Beruf zu arbeiten. Seit 1910 war er als Ermittler für das damalige Bureau of Investigation (BI) tätig, aus dem später das FBI hervorgehen sollte. Im Jahr 1912 zog er nach Norfolk, wo er die Leitung des BI für die Staaten Virginia, North Carolina und West Virginia sowie Teile von Maryland übernahm. Diese Funktion übte er bis nach dem Ende des Ersten Weltkrieges aus; danach praktizierte er als privater Rechtsanwalt in Norfolk. Gleichzeitig schlug er als Mitglied der Demokratischen Partei eine politische Laufbahn ein. Zwischen 1933 und 1940 saß er im Abgeordnetenhaus von Virginia; von 1940 bis 1944 gehörte er dem Staatssenat an. 1938 wurde er für die folgenden neun Jahre Präsident der Piedmont Baseball League.
Nach dem Rücktritt des Abgeordneten Winder R. Harris wurde Daughton bei der fälligen Nachwahl für den zweiten Sitz von Virginia als dessen Nachfolger in das US-Repräsentantenhaus in Washington gewählt, wo er am 7. November 1944 sein neues Mandat antrat. Nach einer Wiederwahl konnte er bis zum 3. Januar 1947 im Kongress verbleiben. Während dieser Zeit endete der Zweite Weltkrieg. Im Jahr 1947 wurde er von seiner Partei nicht mehr zur Wiederwahl nominiert. Nach dem Ende seiner Zeit im US-Repräsentantenhaus arbeitete Ralph Daughton wieder als Anwalt. Er starb am 22. Dezember 1958 in Norfolk.